# Macedonisch conflict (2001)
Het Macedonisch conflict was onderdeel van de Joegoslavische oorlogen en vond plaats van 22 januari 2001 tot 13 november 2001 in wat destijds de Republiek Macedonië was (nu Noord-Macedonië). De Albanese paramilitaire eenheid UÇK-M voerde gedurende deze periode een guerrilla-strijd tegen de Macedonische strijdkrachten, met als wens onafhankelijkheid voor de gebieden met Albanese meerderheid in het land.
In aanloop naar het conflict eind 2000 begonnen groepen gewapende Albanezen de Macedonische politie aan de grens met Joegoslavië te beschieten. De eerste aanvallen vonden plaats in het kleine dorpje Tanuševci, gelegen in het noorden van Macedonië dicht bij de grens met Kosovo.
Het conflict begon op 22 januari 2001, toen een groep gewapende etnische Albanezen het politiebureau van het dorp Tearce nabij Tetovo aanvielen, waarbij een politieagent werd gedood en drie anderen gewond raakten. Arben Xhaferi, leider van de Democratische Partij van Albanezen, die deel uitmaakte van de Macedonische regering, had felle kritiek op de aanval.
Aanvankelijk grepen de Macedonische autoriteiten niet in, aangezien zij de aanslagen niet zagen als een daad van geweld tegen de Macedonische soevereiniteit en de strijdkrachten na het vertrek van het Joegoslavische leger slecht waren opgeleid. Skopjes terughoudendheid duurde twee maanden. De UCK-M-aanval op Tetovo verraste vervolgens de Macedonische regering, die haar veiligheidstroepen begon te mobiliseren. Bovendien kreeg Macedonië in deze periode militaire steun.
De Albanese opstandelingen kregen geen steun van de toenmalige twee belangrijkste partijen van de Albanese minderheid in Macedonië (Partij voor Democratische Welvaart en Albanese Democratische Partij). De regering in Skopje zei dat de rebellen lid zijn van het UÇK uit Kosovo, die over de grens Macedonië zijn binnengekomen.
Na maanden van gevecht maakte het Akkoord van Ohrid een eind aan het gewapende conflict tussen etnische Albanezen en de Macedonische regering. Het verdrag schepte voorwaarden voor de emancipatie van de Albanese minderheid doordat de rechten van de etnische minderheden in Macedonië werden uitgebreid. Ook is door het verdrag een democratiseringsproces in gang gezet omdat gestreefd werd naar decentralisering van de overheid.
Sloveense Oorlog (1991) · Kroatische Oorlog (1991-95) · Bosnische Burgeroorlog (1992-95) · Kroatisch-Bosniakse Oorlog (1992-94) · Kosovo-oorlog (1998-99) · Operatie Allied Force (1999) · Conflict in de Preševo-vallei (2001) · Macedonisch conflict (2001)